# ジャニーズ関連企画ユニット
ジャニーズ関連企画ユニット （ジャニーズかんれんきかくユニット）では、ジャニーズ事務所に所属するタレントが関わった、あるいはテレビ番組内などで結成された、期間限定物や企画物のユニットなどを取り上げる。
なお、過去のジャニーズJr.のグループについては「ジャニーズJr.解散グループ (1990年以前)」・「ジャニーズJr.解散グループ (1990年以降)」・「ジャニーズJr.解散グループ (2000年以降)」、バックバンドグループは「ジャニーズ事務所 過去のバックバンド」、その他関連グループは「ジャニーズ関連OBユニット」、主だったグループや個人については「過去のジャニーズ所属者」の項目をそれぞれ参照。
グループ結成順。

## 1980年代

### Toshi & Naoko
田原俊彦と研ナオコのデュエット。1985年7月にシングル『夏ざかりほの字組』を発売。退所後の2004年にも「田原俊彦＆研ナオコ」名義でシングル『恋すれどシャナナ』を発売した。

### おめで隊
1986年に萩本欽一司会のバラエティ番組『ドキド欽ちゃんスピリッツ!!』で組まれたユニット。

### 少年御三家
光GENJI、男闘呼組、少年忍者の3組の総称。

### CHA-CHA
1988年に萩本欽一司会のバラエティー番組『欽きらリン530!!』で組まれたユニット。

## 1990年代

### 音松くん
1992年から『夢がMORI MORI』でSMAPが演じたキャラクター。

### 四銃士
1994年秋結成。

### Junichi&JJr
1995年末結成。山本淳一とジャニーズJr.によるユニット。

### ストロベリーパフェ
1996年に、NHK教育『天才てれびくん』内にて結成されたバンドグループ。生田斗真も参加していた。

### J-FRIENDS
1997年12月に結成された、TOKIO、V6、KinKi Kidsによる阪神・淡路大震災チャリティーグループ。2003年まで活動した。

### ビートルーズ
フジテレビ『LOVE LOVEあいしてる』内で結成されたバンド。

### 15minutes
フィフティーン・ミニッツ。1999年春にTOKIOのメンバー3人によって日本テレビ『ザ!鉄腕!DASH!!』内で結成されたインディーズバンド。 メンバーは皆、このバンド用に特別のアーティスト名を設け、正体不明の謎の覆面バンドというコンセプトだった。 バンド名の由来は、自主制作のデビューシングルのレコーディング時間がたった15分しか無かった事から。 なお、制作されたシングルCDは、TOKIOという正体を一切明かさずに販売した。
メンバー
- 城島茂（アーティスト名「ハデ・ヘンドリックス」）
- 山口達也（アーティスト名「デーブス・ブラウン」）
- 国分太一（アーティスト名「チョビット・フォースター」）

### ぴんく
「15minutes」に対抗して、1999年春に同番組内で結成されたインディーズバンド。
メンバー
- 長瀬智也（ボーカル、アコギ）
- 松岡昌宏（ベース、ボーカル）
- 忌野清志郎（ギター）◆

### BIRDMAN
バードマン。1999年6月発表のシングル「Fly」の短編映画仕様のプロモーションビデオに登場する5人組で、裏街道を生きているという設定。その後「BIRDMAN」はコンサートツアー『SMAP 1999 TOUR "BIRDMAN"』や、アルバム『BIRDMAN〜SMAP 013』のタイトルに使用された。
メンバー
- 中居正広
- 稲垣吾郎
- 木村拓哉
- 草彅剛
- 香取慎吾

### スマシプ
A型の3人で結成された。1999年7月1日 - 4日に行われた紀伊國屋サザンシアターで「THE SECRET LIVE」と題して初のコントライブを行い、7公演で約2900人を動員した。その後、SMAPのツアー（2003年の『MIJ』）でも登場。また、2014年3月9日・2015年9月22日放送の『テレ朝SMAPバラエティ部 スマシプ』にて復活した。
メンバー
- 中居正広
- 草彅剛
- 香取慎吾

### ムーンブラザーズ
1999年10月、日本テレビ『ピカイチ』内にて結成されたグループ。月のかぶりものをした4人が立派な満月になるための修行をしていくコーナーで、話す時には「〇〇だムーン」と語尾に“ムーン”をつけるのが決まり。メンバーにはそれぞれ、001号から004号までの個人番号が付けられていた。
メンバー
- 堂本光一（001号）
- 渋谷すばる（002号）
- 横山裕（003号）
- 村上信五（004号）

### J2000
1999年11月結成。

## 2000年代

### Secret Agent
CDジャケットに顔がはっきり写っておらず、問合せが殺到した期間限定ユニット。2000年2月23日にシングル『Secret Agent Man』を1枚リリースした。
メンバー
- 東山紀之
- 錦戸亮
- 五関晃一
- 浜中文一
- 落合兄丞
- 藁谷亮太

ディスコグラフィ
1. Secret Agent Man（2000年2月23日）

ジョニー・リヴァースの「秘密諜報員」（1966年の全米3位）のカヴァー曲。日本語訳詞は松井五郎。
日本テレビ系『平成夫婦茶碗〜ドケチの花道〜』主題歌。

### 堂本兄弟
『LOVE LOVE あいしてる』から生まれたKinKi Kids扮するストリート系兄弟歌手ユニット。2001年4月8日から放送のフジテレビ系バラエティ番組『堂本兄弟』のホストを務める。

#### 堂本ブラザーズバンド
2001年3月結成。

### MiMyCEN
2001年3月、TBS『MIMY CEN!』内にて結成された Coming Centuryによるバンド形式の変名ユニット。バンド名は「Midnight Mysterious Century」の略。

### GOタリモ&ミニカレー
TBS『学校へ行こう!』の5周年記念として発足された企画ユニット。番組内コーナー「ちびっこ歌姫を探せ!」に登場していた女の子の幼稚園児たち5名を集め、「ミニカレー」というグループを結成。そこへV6の森田剛が、「GOタリモ」の別名でリーダー役に選ばれた。
メンバー
- GOタリモ - 森田剛（リーダー）
- ミニカレー - 一般幼稚園児の女の子5名

ディスコグラフィ
1. 恋の400M（メートル）カレー（2001年12月5日）
小林亜星が作曲を手掛け、“プロデューさん”ことピエール瀧のプロデュースにより制作されたCDシングル。『学校へ行こう!』のエンディングテーマにも使用された。

### MATCHY with O.A.I
2002年5月22日、テレビドラマ『ヨイショの男』（TBS）の主題歌を歌唱。正式名称は「Office Akebono Insurance（あけぼの保険株式会社）」で、同ドラマの出演者たち6名で結成。

### タイガースJr.
2003年、阪神タイガースの応援をするために亀梨和也を中心に結成されたジャニーズJr.36人で構成されるユニット。2003年5月17日に甲子園球場で行われた｢阪神×巨人｣の試合開始直前に突然現れ、ロック調の｢六甲おろし｣を披露した。
メンバー
- 亀梨和也
- 今井翼
- 内博貴

ほかジャニーズJr.

### ほん怖クラブ
2004年1月、『ほんとにあった怖い話』で当時ジャニーズJr.だった知念侑李が参加。

### トラジ・ハイジ
2004年12月21日に結成された、映画『ファンタスティポ』によるユニット。

### エイトレンジャー
関ジャニ∞によるヒーローグループ。

### 関ジミ3
2005年にテレビ東京『∞のギモン』内で結成されたユニット。
メンバー
- 関ジャニ∞
  - 大倉忠義
  - 丸山隆平
  - 安田章大

作詞
- my store 〜可能性を秘めた男たち〜（作詞：関ジミ3、作曲：TAKESHI・丸山隆平、編曲：高橋浩一郎） - JASRAC作品コード：214-6958-0

### 修二と彰
2005年10月結成。日本テレビ系『野ブタ。をプロデュース』によるユニット。

### アンダルシアユニット
2005年末に結成された、「アンダルシアに憧れて」を歌うユニット。

### GYM
2006年7月結成。

### 百識団
2006年10月、フジテレビ『百識〜百で知るひとつの知識〜』内。

### 木更津キャッツアイ feat.MCU
2006年、TBS系ドラマ『木更津キャッツアイ』の主要出演者と、KICK THE CAN CREWのMCUの6名で結成された期間限定ユニット。

### 年男ユニット
『ジャニーズカウントダウンライブ』における元日限定ユニット。

### トリオ・ザ・シャキーン
2007年春、日本テレビ系ドラマ『喰いタン2』にて結成。

### Hey! Say! 7
2007年春結成。

### TU→YU
2007年8月結成。

### MATCHY with QUESTION?
2007年12月に結成された、近藤真彦とQuestion?によるユニット。

### CHA-CHA2008
チャチャにせんはち。中居正広が参加した2008年1月5日限定の企画ユニット。

### FLAT FIVE FLOWERS
渋谷すばるとFiⅤeのバンドユニット。通称フラフラ。大阪での公演を終え、2008年9月23日のJohnny's Theater公演初日にマスコミ向け公開リハーサルが行われ、一般にお披露目された。バンド名は「F」が使いたかったことや、“花”がキーワードであることから命名された。渋谷の意向で安田章大がデザイナーとして参加し、舞台やグッズのデザインを手掛けた。
メンバー
- 渋谷すばる
- FiⅤe
  - 石垣大祐
  - 中江川力也
  - 上里亮太
  - 牧野紘二

オリジナル曲
- フラフラ（作詞：FLAT FIVE FLOWERS、作曲：中江川力也） - JASRAC作品コード：153-1085-0。ユニットのテーマソング。
- Flower（作詞：渋谷すばる、作曲：中江川力也） - JASRAC作品コード：153-1056-6
- Star Light（作詞：渋谷すばる、作曲：中江川力也） - JASRAC作品コード：153-1044-2
- のっかって（作詞：FLAT FIVE FLOWERS、作曲：上里亮太） - JASRAC作品コード：153-1086-8

コンサート
- 渋谷すばる with FiVe LIVE 2008 FLAT FIVE FLOWERS（2008年9月4日 - 7日、梅田芸術劇場 / 9月23日 - 10月6日、Johnnys Theater） - ロビーに安田章大のイラスト16点（テーマ：生命）が飾られた。
- J Rock Dream MATCHY '09（2009年2月13日・14日、日本武道館 / 2月21日・22日、大阪城ホール）
- QUESTION FIVE FLOWERS（2009年3月29日、ウェルシティ札幌 / 4月2日・3日、JCBホール / 4月15日・16日、名古屋市公会堂 / 4月29日、ALSOKホール / 4月30日・5月1日、SHIBUYA-AX / 5月4日・5日、］Zepp Sendai / 5月26日 - 28日、梅田芸術劇場メインホール）

### The SHIGOTONIN
2008年12月、ドラマ『必殺仕事人2009』の出演者で結成。

### 参・忍者
2009年4月結成。NHK大阪『あほやねん!すきやねん!』番組内ユニット。2012年3月に解散。
メンバー
- 濵田崇裕
- 室龍規
- 重岡大毅

元メンバー
- 中田大智

### MA-mix
2009年結成。『ザ少年倶楽部プレミアム』内で誕生したユニット。
メンバー
- 米花剛史
- 町田慎吾
- 越岡裕貴
- 松崎祐介
- 福田悠太
- 辰巳雄大

### 中山優馬w/B.I.Shadow
2009年6月結成。

### NYC boys
2009年6月結成。

## 2010年代

### A.N.JELL
2011年、TBS系ドラマ『美男ですね』の劇中バンド。

### noon boyz
2011年10月結成。

### BOYS
2012年結成。NHK大阪『あほやねん!すきやねん!』番組内ユニット。
メンバー
- 重岡大毅
- 向井康二
- 金内柊真

### The MONSTERS
2012年結成。TBS系ドラマ日曜劇場『MONSTERS』での共演がきっかけで結成された、SMAPの香取慎吾と山下智久によるユニット。

### スマッホ
2012年結成。SMAPが出演したソフトバンクモバイルのCM内でのユニット。
メンバー
- 稲垣吾郎
- 草彅剛
- 香取慎吾

### 坂崎茂
2013年結成。日本テレビ系『THE MUSIC DAY 音楽のちから』内のコーナー「流しの坂崎茂」でのユニット。
メンバー
- 城島茂
- 坂崎幸之助（THE ALFEE）◆

### 堀田家BAND
2013年のテレビドラマ『東京バンドワゴン』による亀梨和也と玉置浩二のユニット。

### 舞祭組
2013年結成。中居正広によってつくられたKis-My-Ft2の『後ろの4人』である横尾渉・宮田俊哉・二階堂高嗣・千賀健永。

### せんせーションズ
2015年結成。同年3月21日公開の山田涼介主演映画『暗殺教室』・『暗殺教室〜卒業編〜』の主題歌を歌う期間限定ユニット。

### ジュニア Boys
2016年結成。アニメ『忍たま乱太郎』のテーマソングを歌う。メンバーはその都度変更される。
オリジナル曲
- 3秒 笑って（作詞：松井五郎、作曲：馬飼野康二、アニメ『忍たま乱太郎』エンディングテーマ）

カバー曲
- 勇気100%（作詞：松井五郎、作曲：馬飼野康二、アニメ『忍たま乱太郎』オープニングテーマ、光GENJIのカバー）

CD
- 勇気100%（2016年6月27日） ※ファミリーマート限定販売

### 地獄図
「ヘルズ」と読む。2016年結成。同年公開の長瀬智也主演映画『TOO YOUNG TO DIE! 若くして死ぬ』の主題歌を歌う期間限定ユニット。
メンバー
- 長瀬智也
- 神木隆之介 ◆
- 桐谷健太 ◆
- 清野菜名 ◆

出演
- TOKYO　METROPOLITAN ROCK FESTIVAL 2016 suppoted by AbemaTV（2016年5月21日、若洲公園）

### 亀と山P
2017年、修二と彰から12年ぶりの再結成。

### A.Y.T.
Hey! Say! JUMPの有岡大貴、八乙女光、髙木雄也の3人から成る派生ユニット。ドラマ『孤食ロボット』の主題歌「Are You There?」を担当した。

### まえあし from Kis-My-Ft2
2017年7月21日結成。Kis-My-Ft2の北山宏光、藤ヶ谷太輔、玉森裕太の3人が、「舞祭組の方がたくさん音楽番組に出てない？」という思いで『ミュージックステーション』出演のために1日限定で結成した派生ユニット。ユニット名は「前列3人の足＝まえあし」から。
メンバー
- 北山宏光
- 藤ヶ谷太輔
- 玉森裕太

### KEN☆Tackey
V6の三宅健、タッキー&翼の滝沢秀明の2人から成るスペシャルユニット。

## 2020年代

### Twenty★Twenty
社会貢献プロジェクト「Smile Up! Project」の一環として、デビューグループ15組によって結成されたチャリティーユニット 。

### ジャニーズクイズ部
2020年、ジャニーズJr.公式エンタメサイト「ISLAND TV」でクイズ動画配信をきっかけに高学歴メンバーで結成された。クイズ番組にジャニーズクイズ部くくりで出演している。
メンバー
- 阿部亮平（Snow Man）
- 川島如恵留（Travis Japan）
- 本髙克樹（7 MEN 侍）
- 那須雄登（美 少年）
- 浮所飛貴（美 少年）
- 福本大晴（Aぇ! group）

### ジャにのちゃんねる
2021年4月25日からYouTubeにて活動している嵐の二宮和也、KAT-TUNの中丸雄一、Hey! Say! JUMPの山田涼介、Sexy Zoneの菊池風磨から成るジャニーズ初のYouTubeユニット。
2023年12月より、チャンネル名が「よにのちゃんねる」に変更された。

### TANPACTors
2021年9月結成。明治が9月11日を「たんぱく質の日」に制定。それを記念した「TANPACT」のCMに出演するお笑いコンビ・ずんの飯尾和樹とIMPACTorsで期間限定ユニットとして結成された。
メンバー
- 飯尾和樹（ずん）◆
- IMPACTors
  - 佐藤新
  - 基俊介
  - 鈴木大河
  - 影山拓也
  - 松井奏
  - 横原悠毅
  - 椿泰我

### フェアリーBOYS
2021年10月にテレビ朝日で独占放送される「世界大会・世界新体操2021」のプレゼンターを務めるHey! Say! JUMPの知念侑李が世界新体操へ向けてジャニーズJr.と結成した新体操チーム。
メンバー
- 知念侑李（Hey! Say! JUMP） - キャプテン
- 菅田琳寧（7 MEN 侍）
- 松尾龍（Jr.SP）
- 林蓮音（Jr.SP）
- 安嶋秀生（少年忍者）
- 川﨑星輝（少年忍者）
- 長瀬結星（少年忍者）
- 稲葉通陽（少年忍者）

### VS魂
バラエティ番組『VS魂』（フジテレビ系列）にレギュラー出演するメンバー。
2021年10月7日に放送された「反省会トーク」で、相葉が提案した「番組の主題歌を作りたい」という一言をきっかけに『VS魂』主題歌プロジェクトとして始動。相葉がかねてから大ファンであるサンボマスターに楽曲制作を直接交渉し、番組テーマソング｢New Again! Again and Again!｣を歌うことが実現した。「何度でも新しくなれる」「未来と過去を／何度でも塗り替えて」といった前向きなメッセージが込められた「全ての“戦う人”へ贈る応援歌」となっている。
この主題歌を引っさげてVS魂メンバーが『2021FNS歌謡祭』に出演。風間俊介が歌番組に出演するのは約18年ぶりとなった。
2021年12月31日に開催された『東京ドームに2年ぶりの大集合！ジャニーズカウントダウン2021→2022』にサプライズで出演した。
メンバー
- 相葉雅紀（嵐） - キャプテン
- 風間俊介 - キャプテン補佐
- 佐藤勝利（Sexy Zone）
- 藤井流星（ジャニーズWEST）
- 岸優太（King & Prince）
- 浮所飛貴（美 少年・ジャニーズJr.）

### ジャニーズシニア
2022年7月21日に放送された『LOVE LOVE あいしてる 最終回・吉田拓郎卒業SP』(フジテレビ系列)で結成されたメンバー。
KinKi KidsがCDデビュー25年目を迎える7月21日に放送された特別番組『LOVE LOVE あいしてる 最終回・吉田拓郎卒業SP』のゲストに、吉田拓郎が「最後に会いたい人」として木村拓哉を指名。木村は歌唱曲にKinKi Kidsのデビュー曲「硝子の少年」をセレクトし、SMAP時代にジャニーズJr.としてバックダンサーを務めた2人へのお返しに、今回は自らが2人のバックダンサーとして踊ることを提案。当時「硝子の少年」のバックダンサーとして踊っていた風間俊介と生田斗真に声をかけ、一夜限りのユニットを結成した。ユニット名は木村が自ら命名した。
メンバー
- 木村拓哉
- 風間俊介
- 生田斗真

### 生田斗真 with ふぉ〜ゆ〜
2022年12月13日、生田斗真がキャンペーンキャラクターを務めるファミリーマートのCM内にて、自身と同じくCDデビューをしていないふぉ〜ゆ〜と共にクリスマススペシャル限定ユニットとして結成。「CHICKEN No.2↑↑」で歌手デビューを果たした。CDの発売予定は無い。
メンバー
- 生田斗真
- ふぉ〜ゆ〜
  - 福田悠太
  - 辰巳雄大
  - 越岡裕貴
  - 松崎祐介

オリジナル曲
- CHICKEN No.2↑↑ - 振付は福田悠太が担当

CM
- ファミリーマート『CHICKEN No.2↑↑』篇（2022年12月13日 - ）

### ミライBoys 24
2023年7月 - 8月開催のテレビ朝日主催イベント「テレビ朝日・六本木ヒルズ SUMMER STATION」にて、恒例となっているジャニーズJr.のグループによる公演『マイナビ サマステライブ2023 俺たちがミライだ!!』にて限定ユニットとして結成。
メンバー
- 千井野空翔
- 鍋田大成
- 渡辺惟良
- 岸蒼太
- 竹村実悟
- 末永光
- 鈴木瑛朝
- 壹岐碧
- 北野快浬
- 大田蒼空
- 森ケイン
- 高松凱士
- 岡田耕明
- 渡邉大我
- 小尾颯
- 野田開仁
- 小久保向一朗
- 小山十輝
- 高橋奏琉
- 岡橋亮汰
- 廣末裕理
- 宮岡大愛
- 髙橋輝汐
- 真虎

出演
- マイナビ サマステライブ2023 俺たちがミライだ!!（2023年8月11日 - 27日、EX THEATER ROPPONGI）

### ミライBoys12
7歳から17歳のジュニア12人による期間限定ユニットで、舞台『大脱出〜Escape Run〜』のためだけに2023年冬に結成された。ユニット名は井ノ原快彦が命名した。「ドラマチックステージプロジェクト」とは、まだ名もなく未来を見つめる子どもたちの姿を真っ直ぐに見つめ育てるプロジェクトであり、『大脱出〜Escape Run〜』はそのプロジェクトの第1弾として制作されたオリジナルの新作舞台である。
メンバー
- 千井野空翔
- 鈴木瑛朝
- 渡邉心
- 小山龍之介
- 木村来士
- 壹岐碧
- 善如寺來
- 岩崎楓士
- 内田煌音
- 山崎旺夏
- 廣末裕理
- 西巻染

出演
- ドラマチックステージプロジェクトvol.1 「大脱出〜Escape Run〜」（2023年12月7日 - 11日、紀伊國屋ホール）

### ミライBoys
「まだユニット分けされていない若い才能たち」と定義されたジュニア11人によるユニット。
メンバー
- 千井野空翔
- 鈴木瑛朝
- 壹岐碧
- 木村来士
- 小山龍之介
- 岩崎楓士
- 善如寺來
- 内田煌音
- 山岸想
- 山崎旺夏
- 西巻染

出演
- ドラマチックステージプロジェクトvol.2「大脱出2〜Escape Run〜」（2024年4月18日 - 29日、紀伊國屋ホール）